# Tabernaemontana calcarea
Tabernaemontana calcarea är en oleanderväxtart som beskrevs av Marcel Pichon. Tabernaemontana calcarea ingår i släktet Tabernaemontana och familjen oleanderväxter. Inga underarter finns listade i Catalogue of Life.